# Eleonora di Castiglia (regina d'Aragona)
Eleonora di Castiglia (Leonor in spagnolo, asturiano, in galiziano, in portoghese, in aragonese e in basco, Elionor in catalano. Alienora in latino, Eleanor in inglese e Aliénor in francese; 1202 – Burgos, 1244) è stata regina consorte di Aragona, dal 1221 al 1231.

## Origine[1][2][3]
Figlia del re di Castiglia Alfonso VIII e di Eleonora Plantageneta (sesta figlia legittima, seconda femmina, di Enrico II Plantageneto re d'Inghilterra e della duchessa Eleonora d'Aquitania), quindi sorella di Berenguela e zia di Ferdinando III di Castiglia.
Da parte di madre era nipote dei re d'Inghilterra, Riccardo Cuor di Leone e Giovanni Senza Terra.

## Biografia
Secondo la Cronaca piniatense, il 6 febbraio del 1221 Eleonora («la filia del Rey de Castiella […] Elionor»), all'età di diciannove anni, si sposò ad Ágreda (Soria) con Giacomo I, re d'Aragona, conte di Barcellona, signore di Montpellier e Carladès e di altri feudi dell'Occitania, che aveva quattordici anni ed era nato dal matrimonio di Pietro II il Cattolico re d'Aragona e conte di Barcellona, Gerona, Osona, Besalú, Cerdanya e di Rossiglione con Maria, signora di Montpellier, figlia del signore di Montpellier Guglielmo VIII.
L'anno seguente, nel 1222, nacque il loro unico figlio, Alfonso d'Aragona, che fu nominato erede al trono.
Sempre secondo la Cronaca piniatense, nell'aprile del 1229, Eleonora fu ripudiata dal marito che menzionando il rapporto di parentela esistente sollecitò all'autorità ecclesiastica l'annullamento del matrimonio.
Mentre a settembre Giacomo si imbarcò per la conquista di Maiorca, Eleonora ritornò nel regno di Castiglia, alla corte di sua sorella, Berenguela e di suo nipote Ferdinando III e poi si ritirò nel monastero cistercense di Santa María la Real de Las Huelgas, a Burgos, dove, dopo che, in quello stesso anno o nel 1230, il suo matrimonio con Giacomo I era stato annullato ufficialmente, dalle autorità ecclesiastiche, Eleonora prese i voti. Nello stesso monastero in cui si trovava Eleonora entrò sua sorella la regina Berenguela quando si ritirò dalla vita politica.
Ancora secondo la Cronaca piniatense, Eleonora morì nel 1244 nel Monastero di Santa María la Real de Las Huelgas, dove venne tumulata. La sorella Berenguela morì due anni dopo, nel 1246.

## Figli
Eleonora diede a Giacomo un solo figlio: 
Alfonso (ca. 1228- 26 marzo 1260), erede al trono di Aragona (secondo il progetto di spartizione del 1244), premorto al padre. Alfonso parteggiò per la Castiglia, contro suo padre. A Calatayud 23 marzo 1260 Costanza de Béarn (1245/50-25 aprile 1310), figlia del visconte di Béarn, Gastone VII e di Mathe [Amata] di Marsan [Mastas] contessa di Bigorre.

## Culto
L'ordine della Mercede la commemora con il titolo di beata il 25 gennaio. Fu la prima a indossare lo scapolare mercedario, che da regina portò sempre pubblicamente.

## Note

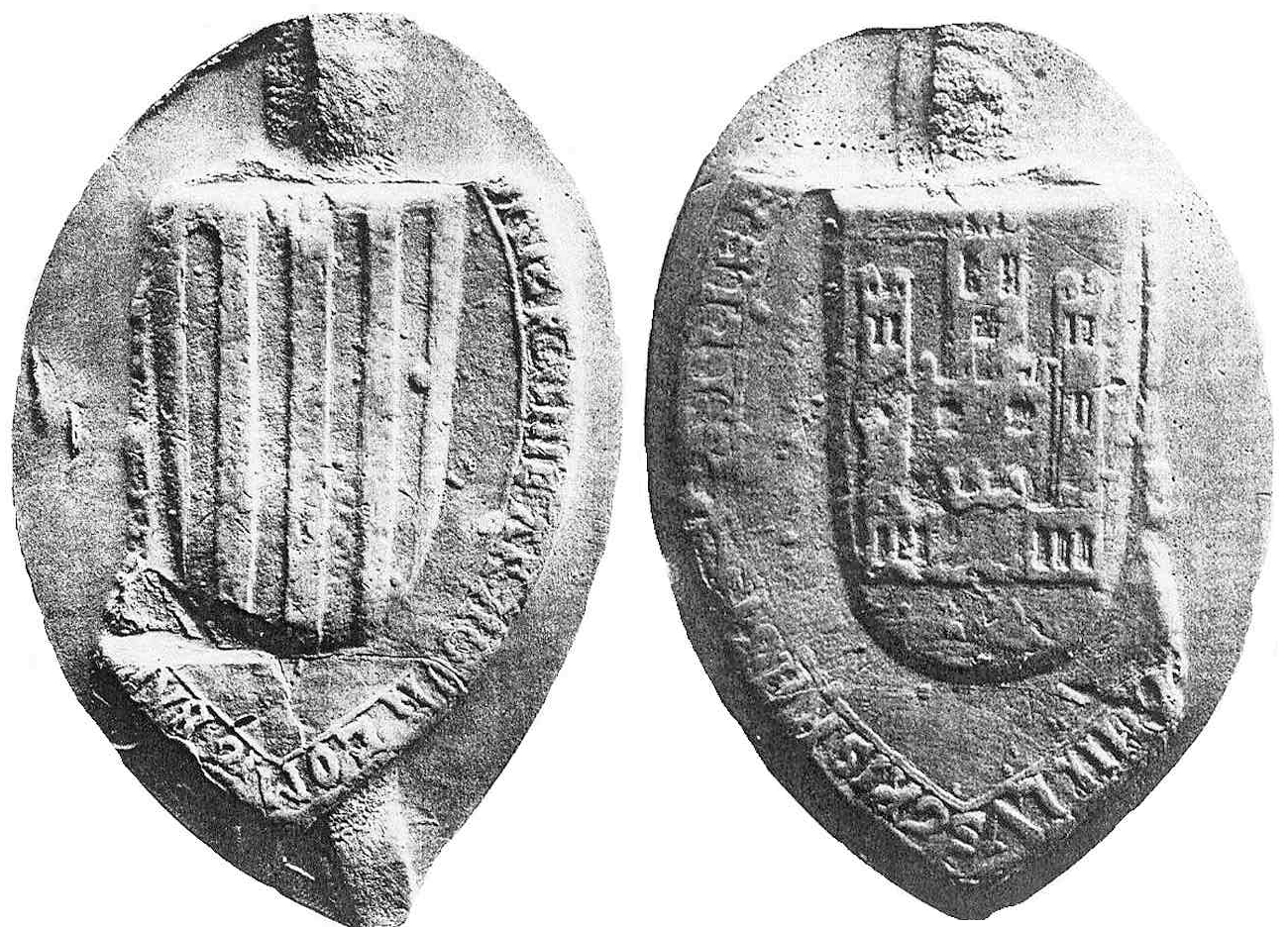
Dritto e rovescio del sigillo araldico della regina di Aragona, moglie di Giacomo I il Conquistatore, Eleonora di Castiglia. Si legge la scritta «Sigillum Alienoris regine Aragonum comitisse Barchinone et domine Montispessulani et illustris regis castelle filiae» (Sigillo di Eleonora, regina degli Aragonesi, contessa di Barcellona e signora di Montpellier e figlia dell'illustre re di Castiglia). Nel diritto sono rappresentate le barre d'Aragona e nel rovescio il blasone di Castiglia.

## Ascendenza
|                           |                    |                              | Genitori                              |  |  | Nonni |  |  | Bisnonni            |  |  | Trisnonni            |  |
|                           |                    |                              |                                       |  |  |       |  |  | Alfonso VII di León |  |  | Raimondo di Borgogna |  |
|                           |                    |                              |                                       |  |  |       |  |  | Alfonso VII di León |  |  | Raimondo di Borgogna |  |
|                           |                    | Urraca di Castiglia          |                                       |  |  |       |  |  | Alfonso VII di León |  |  |                      |  |
| Sancho III di Castiglia   |                    |                              |                                       |  |  |       |  |  | Alfonso VII di León |  |  |                      |  |
|                           |                    | Berengaria di Barcellona     | Raimondo Berengario III di Barcellona |  |  |       |  |  |                     |  |  |                      |  |
|                           |                    | Berengaria di Barcellona     | Raimondo Berengario III di Barcellona |  |  |       |  |  |                     |  |  |                      |  |
|                           |                    | Berengaria di Barcellona     | Dolce I di Provenza                   |  |  |       |  |  |                     |  |  |                      |  |
| Alfonso VIII di Castiglia |                    | Berengaria di Barcellona     |                                       |  |  |       |  |  |                     |  |  |                      |  |
|                           |                    | García IV Ramírez di Navarra | Ramiro Sánchez di Monzón              |  |  |       |  |  |                     |  |  |                      |  |
|                           |                    | García IV Ramírez di Navarra | Ramiro Sánchez di Monzón              |  |  |       |  |  |                     |  |  |                      |  |
|                           |                    | García IV Ramírez di Navarra | Cristina Rodriguez                    |  |  |       |  |  |                     |  |  |                      |  |
| Bianca Garcés di Navarra  |                    | García IV Ramírez di Navarra |                                       |  |  |       |  |  |                     |  |  |                      |  |
|                           |                    | Marguerite de l'Aigle        | Gilbert de l'Aigle                    |  |  |       |  |  |                     |  |  |                      |  |
|                           |                    | Marguerite de l'Aigle        | Gilbert de l'Aigle                    |  |  |       |  |  |                     |  |  |                      |  |
|                           |                    | Marguerite de l'Aigle        | Juliette du Perche                    |  |  |       |  |  |                     |  |  |                      |  |
| Eleonora di Castiglia     |                    | Marguerite de l'Aigle        |                                       |  |  |       |  |  |                     |  |  |                      |  |
|                           | Goffredo V d'Angiò | Folco V d'Angiò              |                                       |  |  |       |  |  |                     |  |  |                      |  |
|                           | Goffredo V d'Angiò | Folco V d'Angiò              |                                       |  |  |       |  |  |                     |  |  |                      |  |
|                           | Goffredo V d'Angiò | Eremburga del Maine          |                                       |  |  |       |  |  |                     |  |  |                      |  |
| Enrico II d'Inghilterra   | Goffredo V d'Angiò |                              |                                       |  |  |       |  |  |                     |  |  |                      |  |
|                           |                    | Matilda d'Inghilterra        | Enrico I d'Inghilterra                |  |  |       |  |  |                     |  |  |                      |  |
|                           |                    | Matilda d'Inghilterra        | Enrico I d'Inghilterra                |  |  |       |  |  |                     |  |  |                      |  |
|                           |                    | Matilda d'Inghilterra        | Matilde di Scozia                     |  |  |       |  |  |                     |  |  |                      |  |
| Eleonora d'Inghilterra    |                    | Matilda d'Inghilterra        |                                       |  |  |       |  |  |                     |  |  |                      |  |
|                           |                    | Guglielmo X di Aquitania     | Guglielmo IX d'Aquitania              |  |  |       |  |  |                     |  |  |                      |  |
|                           |                    | Guglielmo X di Aquitania     | Guglielmo IX d'Aquitania              |  |  |       |  |  |                     |  |  |                      |  |
|                           |                    | Guglielmo X di Aquitania     | Filippa di Tolosa                     |  |  |       |  |  |                     |  |  |                      |  |
| Eleonora d'Aquitania      |                    | Guglielmo X di Aquitania     |                                       |  |  |       |  |  |                     |  |  |                      |  |
|                           |                    | Aénor di Châtellerault       | Aimery I, Visconte di Châtellerault   |  |  |       |  |  |                     |  |  |                      |  |
|                           |                    | Aénor di Châtellerault       | Aimery I, Visconte di Châtellerault   |  |  |       |  |  |                     |  |  |                      |  |
|                           |                    | Aénor di Châtellerault       | Dangereuse de l'Isle Bouchard         |  |  |       |  |  |                     |  |  |                      |  |
|                           |                    | Aénor di Châtellerault       |                                       |  |  |       |  |  |                     |  |  |                      |  |